# Якти-Куль (Мелеузівський район)
Я́кти-Куль (рос. Якты-Куль, башк. Яҡты Күл) — присілок у складі Мелеузівського району Башкортостану, Росія. Входить до складу Араслановської сільської ради.
Населення — 89 осіб (2010; 87 в 2002).
Національний склад:
- башкири — 95%